# Leebiku
Leebiku – wieś w Estonii, prowincji Valga, w gminie Põdrala.